# Ljusstake

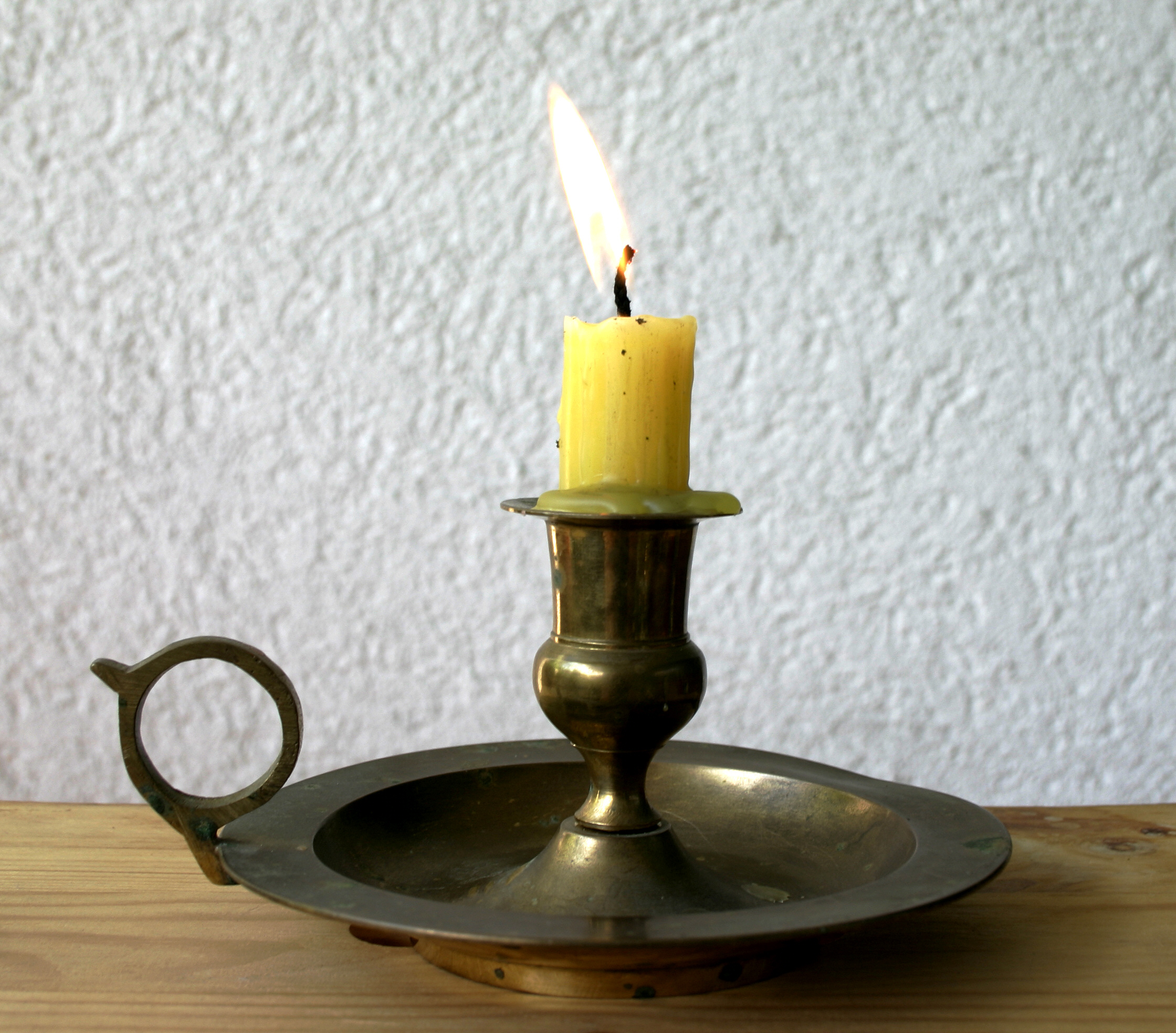
Ljusstake med fingerögla, avsedd att bäras med vid sänggående.

En ljusstake är en anordning som används som hållare för ett eller flera levande ljus. Ljusstaken fixerar ljusen lodrätt orienterade. Den är ofta omsorgsfullt utformad för att vara estetiskt tilltalande. Ljusstakar tillverkas av tradition och brandsäkerhetsskäl ofta av metall, men även ljusstakar av andra material som trä, plast, glas och sten förekommer.
Ljusstakar för smala ljus är ofta försedda med en hylsa som ljuset sticks ned i. Ljusstakar för kraftiga ljus är ofta försedda med en vass pigg som sticks in i ljusets undersida för att hålla det på plats. De flesta ljusstakar är avsedda att stå på ett bord eller på golvet. Ljusstakar för väggmontage kallas ofta lampetter. Ljuskronor är ljusstakar avsedda att hänga fritt från taket i ett rum. 

## Olika typer av ljusstakar

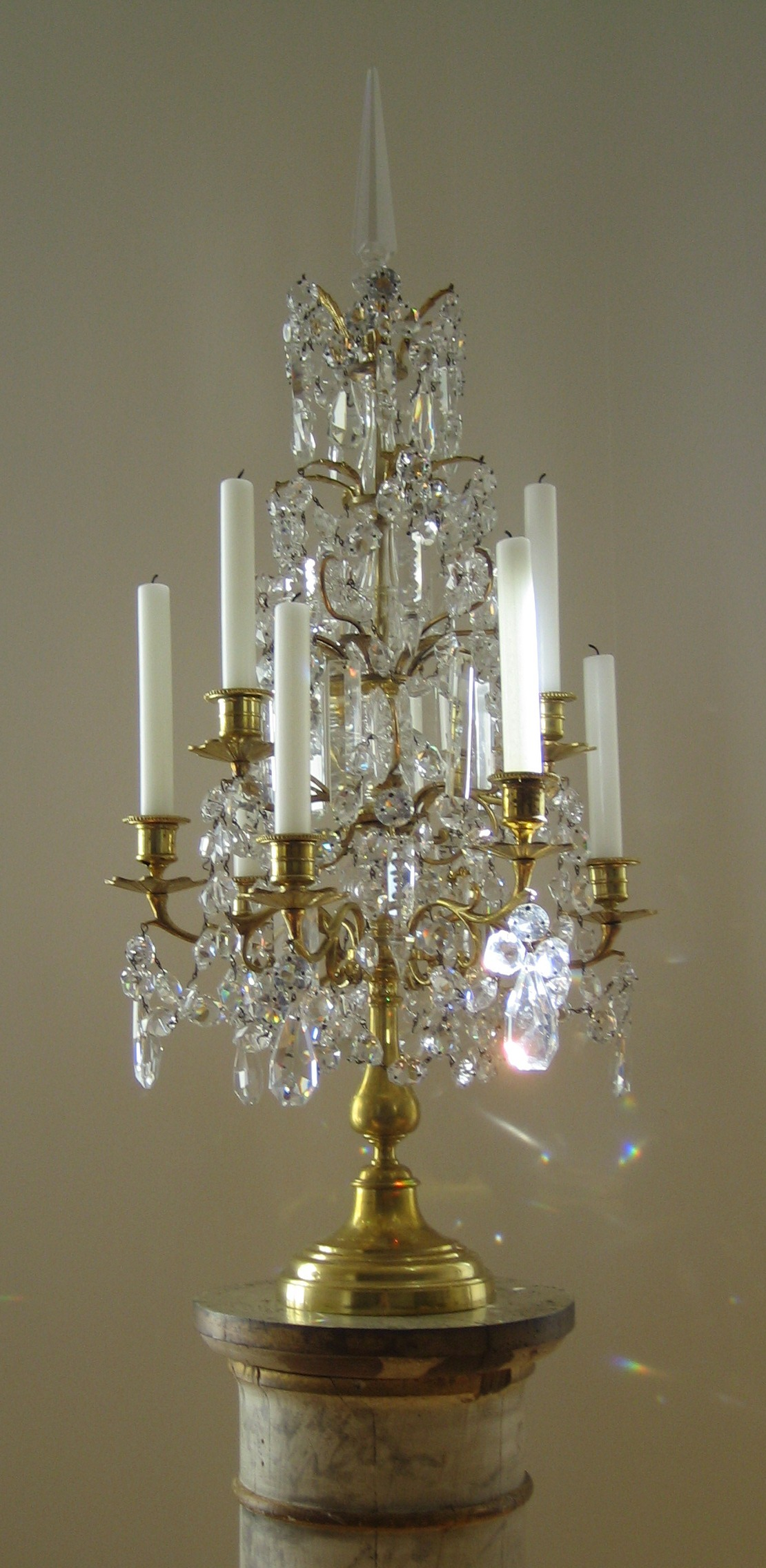
Kandelaber. Frankrike, 1800-talet.

### Adventsljusstake
En adventsljusstake är en ljusstake med plats för fyra ljus, vilka i kristen tradition tänds de fyra söndagarna i advent.